# Balcão Único
Balcão Único de Atendimento, ou somente Balcão Único, é uma forma de atendimento dos governos Estaduais ao cidadão onde vários serviços são postos à disposição da comunidade. É derivado do conceito "one stop shop", lojas que prometiam que o cliente poderia resolver muitos problemas em apenas uma parada. Na década de 1930, há referências sobre lojas de diversos serviços para carros nos Estados Unidos que usavam esse nome. O ponto alto desse conceito foram as lojas de departamentos, como Sears, que vendiam tudo para a casa, inclusive a própria casa.

## Tipos
São classificados de acordo com o local da loja e os tipos de serviços:

### Presencial e digital
- Presencial: possui local físico onde são colocados balcões de vários órgãos.
- Digital: uma página WEB que aponta para vários serviços, sejam sites ou serviços presenciais.

### Genérico e temático
- Genérico: oferece vários serviços, não relacionados entre si.
- Temático: oferece serviços relacionados a uma atividade específica.

Exemplos:
|          | Presencial                                                    | Digital                                                                                                 |
| Genérica | Atendimento de prefeituras, como o Na Hora (DF) ou BH Resolve | Atendimentos de governos estaduais como Cidadão Já (AL) ou Acesso Cidadão (ES)                          |
| Temática | Não há um exemplo                                             | Acesso a Informação., da CGU. Este serviço permite pedir informações a vários órgãos em um único ponto. |

## Funcionamento

### Presencial
Costuma ser criado e gerenciado pelas prefeituras, a esfera de poder mais próxima ao cidadão. O Balcão Único presencial, geralmente, é apenas um espaço físico onde vários órgãos podem montar um balcão de atendimento ao público. O gestor do Balcão fornece o espaço físico, controle de senhas, rede elétrica, acesso à internet, segurança e organização básica, como distribuição de senha. O horário costuma ser um horário estendido, maior do que o horário de atendimento dos órgãos em suas repartições. 
Os locais precisam ser de fácil acesso, principalmente por transportes públicos. É comum também haver serviços bancários funcionando no horário estendido do Balcão Único.

### Digital
Os Balcões Únicos digitais são páginas com endereços e informações de serviços. 

## Balcão Único e Janela Única
Há uma divergência na definição de Balcão Único. Um grupo considera que Balcão Único e Janela Única são objetos distintos enquanto outro considera que são a mesma coisa, variando apenas a implementação. 

### Objetos distintos
Nessa visão, há claras distinções entre os termos: 
| Balcão Único | Atendimento em um único local, mas sem interações entre os serviços. Cada serviço tem um balcão, ou página Web, onde o serviço é executado. No caso de um balcão Presencial a responsabilidade do gestor se resume a gerenciar um espaço físico, sem envolvimento com os atendimentos em si. No caso de um balcão Digital o gestor apenas cria uma página com links para páginas com os serviços. Não há alteração nos procedimentos de cada órgão nem interações entre estes. |
| Janela Única | A Janela Única unifica formulários. Neste modelo, um único formulário irá atender vários órgãos. O gestor precisa gerenciar as informações e distribuí-las entre os participantes. Nesse caso é necessário adaptar as rotinas de todos os órgãos envolvidos e há um alto grau de interação entre os envolvidos. |

Essa visão é apresentada por Mario Apostolov  em seu documento “The Single Window concept: A key instrument for trade facilitation and good governance”.

### Mesmo objeto
Nessa visão Balcão Único é o atendimento centralizado do Estado ao cidadão. A forma como esse atendimento é feito é apenas uma questão de implementação.  

### Considerações
Os documentos voltados para Janela Única preferem fazer a distinção entre os dois modelos e geralmente se referem a comércio internacional. Já os referentes a Balcão Único tendem a adotar a visão de que são o mesmo objeto e focam no atendimento geral do governo. 
No Brasil existem vários casos de Balcões Únicos presenciais, onde claramente não há interação entre os serviços. Já exemplos de Janelas Únicas são mais escassos, sendo o mais conhecido o Porto Sem Papel, caso modelo de Janela Única devido a se trabalho de consolidação de informações. 

## Futuro do Balcão Único
Na visão de Hendrick Scholta et al o Balcão único seria uma etapa num processo mais amplo de melhoria dos serviços públicos e funcionamento do estado. O estado seguinte seria a eliminação de formulários e da necessidade do cidadão acionar o estado. Este seria capaz de disparar ações pela simples percepção de eventos na vida do cidadão que implicariam em novos serviços do estado para o cidadão.

## No Brasil

### Federal
- Serviços Gov: o Portal de Serviços é o canal oficial da Administração Pública Federal para divulgação das informações sobre os serviços públicos federais de atendimento. Todas as informações necessárias ao usuário que deseja utilizar um serviço, de todos os serviços do Executivo Federal, devem estar neste Portal. Além disso, dentro da iniciativa do Brasil Eficiente, o Portal de Serviços vai se tornar, gradativamente, a porta de entrada virtual única aos serviços da Administração Federal.[11]

### Estaduais
Todos os balcões estaduais são digitais. 
- Alagoas: Central de Atendimento ao Cidadão - Já! ou Central Já;
- Espírito Santo: Acesso Cidadão, somente libera acesso após login: aceita Brasil Cidadão, Facebook e Google;
- Minas Gerais: Cidadão;
- Rio de Janeiro: Poupa Tempo;
- São Paulo: Cidadão SP;
- Pará: Estação Cidadania.

### Municipais
- Belo Horizonte: BH Resolve, tipo presencial. O site oferece informações diversas, como guia de hotéis e restaurantes, mais úteis para turistas;
- Brasília: Na Hora, tipo presencial;
- Curitiba: Rua da Cidadania, tipo presencial. Com uma visão ampliada de serviços, algumas unidades tem posto de saúde e quadra esportiva;
- Florianópolis: Portal do Cidadão, tipo digital. Existe o CIAC - Centro Integrado de Atendimento ao Cidadão que é do tipo presencial mas, aparentemente, é apenas para serviços da policia;
- Porto Alegre: Portal PMPA, tipo digital;
- São Paulo: Descomplica SP, tipo presencial;
- Teresina: Central de Atendimento ao Público (CAP), tipo: presencial.

## No Exterior

### Hungria
- 'Government Windows': One Stop Shops for Administrative Services in Hungary

### México
- National One-Stop Shop for Government Services and Information